# CLEC4A
CLEC4A (англ. C-type lectin domain family 4 member A, лектин С-типа домен семейство 4 член A; CD367) — мембранный белок, рецептор семейства лектинов типа С. Продукт гена человека CLEC4A.

## Структура
CLEC7A состоит из 237 аминокислот, молекулярная масса 27,5 кДа. Содержит лектиновый домен типа C и ингибирующий ITIM-подобный мотив.

## Функции
CLEC4A является мембранным белком 2-го типа из семейства лектинов типа С. Этот рецептор опознавания паттерна связывает углеводы маннозу и фукозу и с меньшей афинностью N-ацетилглюкозамин в Ca2+-зависимой манере. Регулирует иммунную реактивность. После связывания антигена рецептор CLEC4A интернализуется в ходе клатрин-зависимого эндоцитоза и доставляет антиген в антиген-представляющий путь, что приводит к презентации антигена CD8+ T-лимфоцитам. Презентация и активация CD8+ T-клеток усиливается агонистами рецепторов TLR7 и TLR8.  
Через ITAM-мотив может также участвовать в ингибировании мобилизации кальция, опосредованной B-клеточным рецептором, и фосфорилирования.
Играет роль во взаимодействии вируса HIV-1 и дендритных клеток. Повышает связывание вируса с клеткой, его проникновение и инфицирование.

## Тканевая специфичность
Белок экспрессирован в основном на гематопоэтических клетках: на всех циркулирующих антиген-представляющих клетках, включая дендритные клетки, миелоидные клетки, моноциты, макрофагы, B-лимфоциты и эпидермальных клетках Лангерганса. Кроме этого, экспрессирован на лейкоцитах, нейтрофилах периферической крови, в меньше степени - в селезёнке, лимфатических узлах и костном мозге.